# Kobylin
Kobylin é um município da Polônia, na voivodia da Grande Polônia e no condado de Krotoszyn. Estende-se por uma área de 4,87 km², com 3 288 habitantes, segundo os censos de 2016, com uma densidade de 675,2 hab/km².